# Société civile des éditeurs de langue française
La SCELF - Société Civile des Éditeurs de Langue Française - est la société créée par les éditeurs et mandatée par ceux-ci pour collecter et répartir les droits générés par les multiples formes d’adaptations issues des livres.
Fondée en 1960 elle réunit aujourd'hui 397 éditeurs.
Répartir, former et promouvoir sont les trois principales missions de la SCELF.

## Historique
La SCELF est fondée en 1960 par Robert Esmenard, Jean-Claude Fasquelle, Paul Flamand, Henri Flammarion, Claude Gallimard, Robert Laffont et Jérôme Lindon. Elle a été successivement présidée par Henri Flammarion, Christian Bourgois, Paul Otchakovsky-Laurens, Claude de Saint-Vincent, Olivier Bétourné, Gilles Haéri et Philippe Robinet.
Elle est aujourd’hui gérée par un conseil d’administration présidé depuis 2022 par Philippe Robinet (Calmann-Levy), et composé des éditions Auzou, Calmann-Levy, Dargaud-Lombard, Flammarion, Gallimard, Glénat, Hachette, Le Seuil, Magnard-Vuibert, Métailié, Payot Rivage et Place des Editeurs.

## Répartir
La SCELF fait le lien entre les grandes sociétés d’auteurs (SACD, SCAM, SACEM, …) qui perçoivent des droits en son nom, et les éditeurs de langue française qu’elle représente en vue de leur redistribuer ces rémunérations générées par les nombreuses adaptations qui sont faites à partir des œuvres littéraires françaises.

## Former
La SCELF organise des formations à l’adaptation destinés aux éditeurs, qui vont jusqu’au conseil personnalisé sur demande. Cet accompagnement aboutit à une meilleure défense de leur statut de cessionnaire, c’est-à-dire de leur engagement d’éditeur auprès de leur auteur, pour une mise en valeur optimale de ses œuvres, dans une communauté d’intérêt.

## Promouvoir
La SCELF est à l’initiative de Shoot the Book, programme de référence dédié à l’adaptation littéraire en France et à l’international.
Elle propose à ses membres éditeurs un programme annuel de plus de 17 évènements professionnels et favorise ainsi la rencontre avec les producteurs de cinéma, télévision et plateforme au sein des grands festivals internationaux, notamment le Festival de Cannes, Séries Mania ou le TCCF à Taipei.

## Financement
La SCELF « est financée par les cotisations annuelles de ses membres, ainsi que par une retenue prélevée sur les droits perçus ».